# Tempel von Topaz Gala depe
Der Tempel von Topaz Gala depe wurde von 2009 bis 2013 von einem polnischen Team in der Oase Sarahs in Turkmenistan ausgegraben. Die Ausgrabungsstätte liegt auf halbem Weg zwischen Sarahs, dem Zentrum der Oase, und der antiken Stadt Merw.
Bei Topaz Gala depe handelt es sich um einen kleinen Ruinenhügel. Der Hügel ist etwa 55 × 75 m groß und war noch 2,5 m hoch erhalten. Gruben an der Oberfläche bezeugten, dass es moderne Raubgrabungen gab. Es fanden sich auch Reste von Wohnbauten aus islamischer Zeit. Das Hauptziel der modernen Ausgrabungen waren die Reste eines aus Lehmziegeln erbauten Tempels. Er besteht aus vier Räumen. Die Mauern des Baues sind bis zu 110 cm dick und zum Teil noch 60 bis 70 cm hoch erhalten. Der Tempel war von einer Mauer umgeben, die vielleicht auch Türme hatte, doch sind diese nur zum Teil ausgegraben. Der größte Raum des eigentlichen Tempels ist fast quadratisch (13 × 13,9 m) und nimmt die ganze westliche Hälfte des Baues ein. Der Raum war durch sechs Quermauern in acht kleinere Einheiten unterteilt mit einem großen freieren Raum in der Mitte. Hier befanden sich drei Pfeiler und ein Altar. Der Altar ist rund und ummauert. Solche Altäre sind aus parthischen und sassanidischen Feuertempeln bekannt. In der Südwest-Ecke des Raumes fand sich ein in den Boden eingelassenes Gefäß. Die Ausgräber vermuten, dass hier die Asche vom Altar gesammelt wurde. Das Gefäß weist viele Risse auf. Dies mag daran liegen, dass hier die heiße Asche deponiert wurde und dann mit Wasser abgekühlt wurde. Die starken Temperaturschwankungen verursachten die Risse im Ton.
Östlich des großen Raumes befanden sich drei kleinere Räume, deren Funktion unbekannt ist. Türen konnten nicht beobachtet werden.
Im Tempel wurde vor allem Keramik gefunden, die in der Regel auf der Töpferscheibe gearbeitet war und undekoriert ist. Daneben gibt es aber auch viele, grob gearbeitete und handgeformte Schalen. Es fanden sich diverse Steinwerkzeuge und zwei bronzene Pfeilspitzen, die vom Typ her auch von anderen Fundorten her bekannt sind.
Es wurden mehr als zehn Proben für C-14-Daten gesammelt. Demnach datiert der Tempel in die Zeit von etwa 930 bis 745 v. Chr. Diese Datierung wird durch das Fundgut gestützt, wonach die Anlage in die sogenannte Yaz II-Periode gehört. Die Ausgräber interpretieren den Tempel als den bisher ältesten bezeugten Feuertempel, der in eine Zeit gehört, als zoroastrische Kulte sich zu formieren begannen.